# Дуб Богдана Хмельницького в урочищі «Виграївська дача»
Пам'ятка природи місцевого значення «Дуб Б.Хмельницького в урочищі Виграївська дача» (втрачена) була оголошена рішенням Виконкому Черкаської обласної ради народних депутатів № 367 від 27.06.1972 року «Про віднесення пам'яток природи місцевого значення за категоріями згідно нової класифікації та затвердження нововиявлених територій і природних об'єктів».

## Місце розташування
Корсуньське лісництво, Корсуньського лісгоспзагу (тепер — ДП «Корсунь-Шевченківський лісгосп»). Околиці с. Виграїв, Корсунь-Шевченківський район, Черкаська область. 
Пам'ятка розміщувалась на території заповідного урочища «Різаний Яр».

## Характеристика
Дуб віком 800 років, пов'язаний з перебуванням тут Б. Хмельницького.
Після всихання, обхват дуба (без кори) становив 5,6 метри. 
Фото дуба розміщене у виданнях, присвячених видатним деревам України,.

## Скасування
Скасовано рішенням Черкаської обласної ради № 12 від 12.01.1982 року «Про затвердження заповідних об'єктів». 
Скасування статусу відбулось із зазначенням причини «дерево пошкоджене стихією». За даними Київського еколого-культурного центру, дерево у кінці 1990-х було підпалене групою відпочивальників.
У двох виданнях, присвячених видатним деревам України, помилково зазначається, що дерево не було заповідане.